# 최명부
최명부(1941년 ~ 2004년 1월 3일)는 제23대 대구고등검찰청 검사장을 역임한 법조인이다. 부인 민절자와 사이에 영국 변호사인 장남 최홍빈, 미국교포인 차남 최성빈, 치과의사인 사위 조성래, 변호사인 신철민이 있다.

## 생애
1941년 경기도 파주시에서 태어나 서울고등학교를 마치고 서울대학교 법학과를 졸업한 1963년에 실시한 제16회 고등고시 사법과에 합격하였다.
1970년 4월 18일에 상업상 경쟁 상대의 일가를 몰살할 목적으로 독약이 든 박카스를 갖다놓았다는 이유로 최명부 검사가 구속한 사건에서 1,2심에서 모두 사형이 선고되었으나 피고인의 자백이 유일한 증거라면서 채증법칙 위배를 이유로 대법원에서 파기되었다.
1975년 3월 18일에 재일거류민단 간첩단 15명(구속 11명, 불구속 4명)에 대한 국가보안법 위반, 반공법 위반, 간첩죄 등 사건 결심 공판에서 주범인 민단 부단장 진두현과 박기래(부동산연합회 이사), 김태열(자양식품공업 대표)에게 사형을 구형했다.
1975년 4월 3일에 시인 김지하가 동아일보 1975년 2월 26일자에 게재한 《고행…1974》에서 인혁당을 찬양·고무한 반공법 위반으로 구속하면서 옥중 메모 4권과 《모택동의 모순론》등이 실린 노트 등 8점을 압수했다. 최명부는 김지하에 대해 '재범자의 특별 가중처벌 조항에 따라 최고 사형까지 처벌할 수 있다'는 반공법 9조2를 추가 적용하는 공소장을 변경하였다.
1975년 8월 21일에 장준하 사인에 대해 보도한 동아일보 편집부 성악오 기자를 긴급조치 제9호 1가항(유언비어를 날조, 유포하거나 사실을 왜곡하여 전파하는 행위) 위반으로 구속했다.
1975년 10월 8일에 독침을 휴대하고 남파하여 부산에서 금성포장 주식회사 조동윤의 4남매를 포섭, 지하당을 조직, 간첩활동을 해왔던 간첩단 사건 결심공판에서 주범 등 2명에게 국가보안법, 반공법, 간첩죄 등을 적용하여 사형을 구형하고 나머지 6명에게 무기징역에서 징역3년까지를 각각 구형했다.
1975년 12월 10일에 박형규 목사, 조승혁, 권호경에 대해 배임 혐의로 징역5년~3년을 구형했다.
수원지방검찰청에서 재직하던 1980년 3월 4일에 성남시 도시계획의 중요 변경사항이 담긴 문서를 복사해 부동산업자에게 넘겨주고 그 대가로 80만원짜리 전세집을 20만원에 들었던 성남시청 기획실 기획계장 이상수를 공무상 비밀누설 혐의로 구속했다. 이 사건은 정부가 "공무상 비밀누설자를 엄단하라"는 정부 방침 이후 처음 적발된 공무원이다.
매섭고 차가운 인상을 가진 최명부는 평검사 시절부터 공안사건 담당 검사로 활약하였으며 대검찰청 중앙수사부장으로 있으면서 재벌기업 비업무용 토지를 공개했던 이문옥 감사관을 공무상 비밀누설 혐의로 구속하고 수서 특혜 비리사건에서 국회의원 5명과 청와대 비서관 등을 구속했다. 또, 건설부 주택국장이 "조사받을 때 맞았다"고 주장하면서 병원에 입원해 물의를 빚게 되자 전 검사들을 소집하여 "피의자에게 절대 손을 대지 말라"고 하면서 "때려서 자백 받으려면 이만기를 부르지 너희들을 부르지 않았다"고 말했다. 7월 19일에는 기자들과 만나 "검찰이 병무청 간부들을 조사하지 않은 것은 물론 그 사람들이 검찰청사에 온 적도 없다"고 말했다가 1시간 뒤에 병무창 차장 등이 앞선 17일에 대검찰청 청사에서 조사를 받은 것으로 국방부에서 확인되어 거짓말 논란이 있었다.
1974년 민청학련 사건으로 구속된 민주당 이철, 유인태, 장영달, 제정구 의원과 국민당 김동길 의원 등은 1993년 9월 15일에 박종철 (법조인)의 사퇴로 요직 기용이 유력시 되는 최명부 대구고등검찰청 검사장과 송종의 서울지방검찰청 검사장에 대해 "유신독재 정권이 강압수사로 조작한 민청학련 사건의 담당 검찰관들로 명성을 떨친 바 있다"며 "과거 군사정권 아래에서 공안검사로 고속승진을 계속해온 이들은 문민 시대의 검찰 지도자가 될 수 없다"면서 사퇴를 촉구했다.
신임 검찰총장으로 고등고시 동기인 김도언이 지명된 이후인 1993년 9월 17일자로 대전고등검찰청 검사장으로 발령된 최명부는 "이번 인사에 승복할 수 없다"며 사표를 제출했다.
2004년 1월 3일에 지병으로 사망했다.
대구고등검찰청 검사장으로 있을 때인 1993년 3월 신고한 공직자 재산 내용으로 본인 명의의 경기도 파주군 탄현면 밭 599 제곱미터 외 1건 45,824,800원, 경기도 파주군 탄현면 논 7,309 제곱미터 외 4건 88,117,000원, 탄현면 임야 1,454 제곱미터 16,284,000원, 탄현면 대지 1,107.2 제곱미터 외 1건 676,842,260원, 예금 31,968,781원, 회원권 4건 76,000,000원, 자동차 쏘나타 4,500,000원 배우자 명의의 양주군 장흥면 밭 4,055.7 제곱미터 223,063,500원이었다.

## 경력
- 서울지방검찰청 부장검사
- 1968년 7월 17일 춘천지방검찰청 부장검사[17]
- 서울지방검찰청 제1차장검사
- 1985년 대구지방검찰청 차장검사
- 1988년 8월 25일 ~ 1989년 3월 28일 제35대 청주지방검찰청 검사장
- 1989년 3월 ~ 1991년 4월 14일 제7대 대검찰청 중앙수사부 부장
- 1991년  4월 15일 법무부 검찰국 국장
- 1993년 3월 17일 ~ 1993년 9월 20일 제23대 대구고등검찰청 검사장
- 1994년 10월 서울시 변호사 개업